# 1758년 콘클라베

사도좌 공석 상태에 있는 동안에 사용되는 성좌의 문장

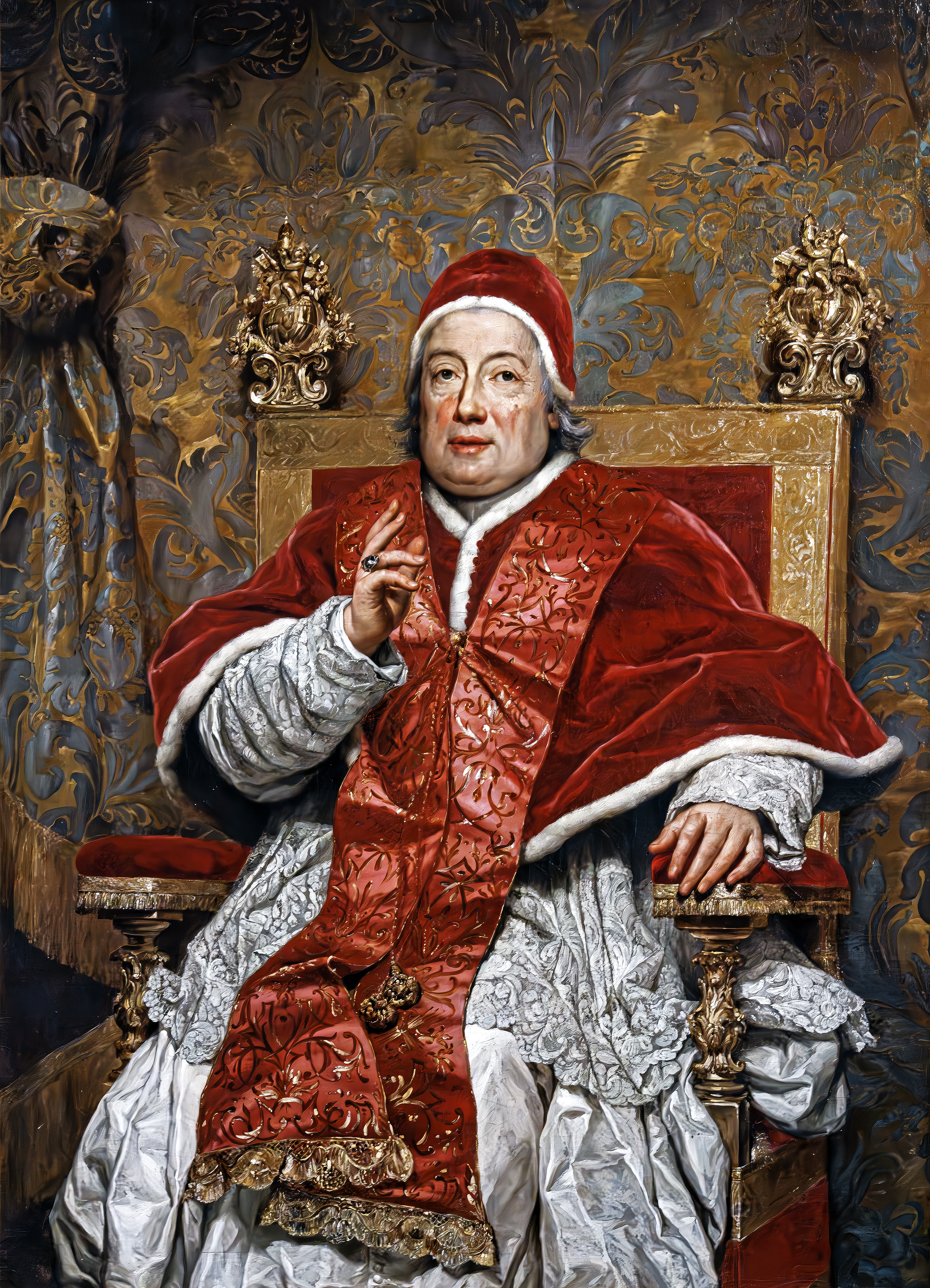
교황 선출자 클레멘스 13세 (카를로 델라 토레 레초니코)

1758년 콘클라베는 제248대 교황을 선출하기 위해 진행된 콘클라베이다. 제247대 교황 베네딕토 14세가 1758년 5월 3일에 선종한 이후에 새 교황을 선출하기 위해 진행된 선거이다.
1758년 5월 15일부터 7월 6일까지 2개월 가까이 투표가 진행되었으며 40명의 추기경이 투표에 참가하였다. 카를로 델라 토레 레초니코 추기경이 새 교황으로 선출되었으며 교황 이름은 클레멘스 13세로 명명되었다.

## 추기경단
- 투표에 참가한 추기경: 40명
- 불참: 10명

## 주요 인사
- 수석 추기경: 라이니에로 디 엘치
- 보조 추기경: 조반니 안토니오 구아다니